# Cold Water
Cold Water è un singolo del gruppo musicale statunitense Major Lazer, pubblicato il 22 luglio 2016.
Il brano, cantato dal cantante canadese Justin Bieber e dalla cantante danese MØ', è la seconda collaborazione tra Major Lazer e MØ dopo il singolo Lean On (eseguito insieme a DJ Snake) del 2015.

## Tracce
Testi e musiche di Ed Sheeran, Jamie Scott, Karen Marie Aagaard Ørsted Andersen, Justin Bieber.
1. Cold Water (feat. Justin Bieber e MØ) – 3:05

## Classifiche

### Classifiche settimanali
| Classifica (2016) | Posizione massima |
| ----------------- | ----------------- |
| Australia         | 1                 |
| Austria           | 1                 |
| Belgio (Fiandre)  | 4                 |
| Belgio (Vallonia) | 1                 |
| Canada            | 1                 |
| Danimarca         | 2                 |
| Finlandia         | 1                 |
| Francia           | 2                 |
| Germania          | 2                 |
| Irlanda           | 1                 |
| Italia            | 1                 |
| Lussemburgo       | 4                 |
| Norvegia          | 1                 |
| Nuova Zelanda     | 1                 |
| Paesi Bassi       | 1                 |
| Regno Unito       | 1                 |
| Spagna            | 4                 |
| Stati Uniti       | 2                 |
| Svezia            | 1                 |
| Svizzera          | 1                 |

### Classifiche di fine anno
| Classifica (2016) | Posizione |
| ----------------- | --------- |
| Brasile           | 21        |
| Islanda           | 10        |
| Classifica (2017) | Posizione |
| Brasile           | 89        |